# Jean Jolicoeur
Jean Jolicoeur, né le 26 octobre 1936 à Montréal (Québec), est un homme d'affaires canadien, d'origine autochtone, chef amérindien, qui a innové dans l'industrie du jetable médical pour les hôpitaux.

## Activités économiques
Son travail débute à la réorganisation de compagnies d’utilité publique, d’emballage, de cosmétique et d’instrumentation médical. Il fonde en 1966 ce qui deviendra le plus important fabricant de jetable médical du Canada. L’entreprise, robotisée, a été le leader en ce qui concerne le remplacement de l’importation pour ainsi faire bénéficier les hôpitaux canadiens de plus de 50 % de réduction pour les coûts de ces produits, représentant des dizaines de millions de dollars par année sans pour autant favoriser l’achat de produits canadiens justifiant d’être le pionnier à l’exportation mondiale. Il est l’un des concepteurs du principe de la qualité totale et du concept de gestion des stocks « juste-à-temps ». Il a conçu et mis en opération industrielle le premier robot de fabrication canadienne. Il innove dans la stérilisation commerciale et industrielle et dans tous les champs d’activités dans lesquels il s'implique, notamment avec une ligne complète de produits en plastique non polluant.
Jean Jolicoeur est membre actif de plusieurs organisations professionnelles, industrielles et clubs de service, dont directeur de la Section Olivier Chénier de SSJBM,  membre du «Steering Committee on Health Care Technology» de la Canadian Standards Association - CSA International, de l’Association des Fabricants de l'Industrie Médicale et de Corporation de Développement Économique.

## Activités autochtones
En 1985 le Grand-Chef de l'AAQ, Bernard Assiniwi, l'invite à s'impliquer bénévolement à la défense de la cause autochtone. Jean Jolicoeur est Chef de 1992 à 2010 de la Communauté Tea8eakenrat de Kanesatake / Oka affiliée à l’Alliance Autochtone du Québec (AAQ) et au Congrès des Peuples Autochtones (CAP/CPA). Bénévole actif depuis 1991, en 1994 il est directeur et secrétaire-trésorier de Corporation Waskahegen, Habitat Métis du Nord, Carrefour Widjiwagan et Fondation Fernand Chalifoux Inc. Il est vice-président de National Aboriginal Housing Association (NAHA) de 1994 à 2006. Il a été président des comités aviseurs du Fonds Waskahegen et de l’Association d’Affaires des Premiers Peuples (AAPP). Il est fondateur et secrétaire-trésorier de la Chambre de Commerce de Kanesatake, président fondateur de l’Association des Propriétaires à l’Intérieur de Kanesatake (APIK) et du Mouvement d’Aide aux Victimes de la Crise d’Oka (MAVCO). Il est le leader à rétablir la paix sociale après les 78 jours d'affrontement armé de la célèbre Crise d’Oka de 1990 et des cinq années qui suivent. Il dépose à la Commission Poitras un rapport de plus de 400 pages, et met en ligne un site internet de cette période d'affrontement. Il fonde et met sur pied le plus grand Centre d'Art et de Culture Amérindiens  privé au Canada. Comme bénévole, il est activement impliqué dans les services parajudiciaires, l’habitation et les corporations industrielles autochtones. Il est récipiendaire de quatre certificats honorifiques autochtones. Il est sage des corporations autochtones de service de l'AAQ et de la Communauté autochtone de Montréal.

## Honneurs patriotiques
Il est chef autochtone, premier Autochtone du Québec à être nommé successivement «Patriote Fleur de Lys» (23 juin 2007), «Patriote régional» (11 décembre 2010), «Grand Patriote» (20 novembre 2011) et «Grand Commandeur des Patriotes» (26 février 2012). Il a eu le privilège, l'été 2012, de jeter la première pelletée de terre aux côtés de M. Bernard Landry, ancien Premier ministre du Québec, dans la cavité destinée à accueillir le socle de la future statue de Louis-Joseph Papineau. 
Le certificat de l'Assemblée des Patriotes de l'Amérique française lui est décerné le 28 février 2013 à l'occasion du 175e anniversaire de la Déclaration d'indépendance des Patriotes faite par Robert Nelson le 28 février 1838. Il est élevé à la dignité de Grand Fils de la Liberté dans les lieux historiques de la Maison Ludger-Duvernay de la rue Sherbrooke à Montréal qui est le siège social de la Société Saint-Jean-Baptiste, la plus ancienne corporation du genre en Amérique.
Le 23 novembre 2012, il est décoré de la médaille du jubilé de diamant d’Élisabeth II par les sénateurs Claude Carignan et Jean-Guy Dagenais au Régiment de Maisonneuve à Montréal.
Le 14 décembre 2012, il reçoit la déclaration originale officielle faite par le député de Deux-Montagnes, monsieur Daniel Goyer, le 29 novembre 2012, à l'Assemblée Nationale du Québec, pour signaler les fêtes du 175 ème anniversaire des Patriotes de Saint-Eustache.
Le 13 janvier 2013, la Société Saint-Jean-Baptiste de Montréal lui décerne la médaille du bénévole 2012.